# Гельмут Брюммер-Паціг
Гельмут Брюммер-Паціг (нім. Helmut Brümmer-Patzig; 26 жовтня 1890, Данциг — 11 березня 1984) — німецький офіцер-підводник, фрегаттен-капітан крігсмаріне.

## Біографія
1 квітня 1910 року вступив на флот. Учасник Першої світової війни, служив на борту лінкора «Померанія». З листопада 1915 по вересень 1917 року — вахтовий офіцер на підводних човнах SM U-A і SM U-55. З 26 січня по 11 листопада 1918 року — командир SM U-86, одночасно з 1 по 31 серпня — SM U-90. Всього за час бойових дій потопив 24 кораблі загальною водотоннажністю 87 326 тонн і пошкодив 1 корабель водотоннажністю 5189 тонн. 23 листопада 1919 року звільнений у відставку.
В 1921 році Паціг мав постати перед судом за звинуваченням у воєнному злочині: 27 червня 1918 року він потопив британське шпитальне судно «Замок Ллендовері». 234 з 258 осіб, які перебували на борту, загинули, включаючи 91 медика з 97.  Паціга не знайшли, тому він був заочно засуджений до чотирьох років ув'язнення.
2 вересня 1937 року повернувся на флот. В лютому-червні 1940 року служив в штабі командувача підводним флотом, потім займав інші штабні посади. З 28 січня по 15 жовтня 1941 року — командир підводного човна UD-4, після чого повернувся на штабну роботу. З квітня 1943 по 9 квітня 1945 року — командир 26-ї флотилії. 3 травня 1945 року звільнений у відставку.

## Звання
- Морський кадет (1 квітня 1910)
- Фенріх-цур-зее (15 квітня 1911)
- Лейтенант-цур-зее (27 вересня 1913)
- Оберлейтенант-цур-зее (22 березня 1916)
- Капітан-лейтенант запасу (21 лютого 1920)
- Капітан-лейтенант резерву до розпорядження (2 вересня 1937)
- Корветтен-капітан резерву до розпорядження (1 грудня 1939)
- Фрегаттен-капітан (1 лютого 1944)

## Нагороди
- Залізний хрест
  - 2-го класу (11 травня 1916)
  - 1-го класу (6 березня 1917)
- Королівський орден дому Гогенцоллернів, лицарський хрест з мечами (11 липня 1918)
- Почесний хрест ветерана війни з мечами
- Медаль «За вислугу років у Вермахті» 4-го класу (4 роки)
- Застібка до Залізного хреста 2-го класу (1 вересня 1940)
- Хрест Воєнних заслуг 2-го класу з мечами (20 квітня 1943)